# Krzysztof Marcinkowski
Krzysztof Marcinkowski (Posnania, 29 de abril de 1960 - ibídem, 19 de diciembre de 2013) fue un futbolista profesional polaco que jugaba en la demarcación de centrocampista.

## Biografía
Krzysztof Marcinkowski debutó como futbolista profesional en 1979 con el Lech Poznań tras subir de las categorías anteriores del club. Jugó en el equipo durante seis años y ganó la Ekstraklasa en 1983 y 1984, y la Copa de Polonia en 1982 y 1984. En 1985 fichó por el BKS Stal Bielsko-Biała para los ocho años siguiente. Finalmente fue traspasado al GLKS Wilkowice, donde se retiró en 1995 como futbolista profesional a los 35 años de edad.
Krzysztof Marcinkowski falleció el 19 de diciembre de 2013 en Posnania a los 53 años de edad.

## Clubes
| Club                   | País    | Año         |
| ---------------------- | ------- | ----------- |
| Lech Poznań            | Polonia | 1979 - 1985 |
| BKS Stal Bielsko-Biała | Polonia | 1985 - 1993 |
| GLKS Wilkowice         | Polonia | 1993 - 1995 |

## Palmarés
Lech Poznań
- Ekstraklasa: 1983 y 1984
- Copa de Polonia: 1982 y 1984